# Agrypnia incurvata
Agrypnia incurvata is een schietmot uit de familie Phryganeidae. De soort komt voor in het Palearctisch gebied.